# Cerebratulus paludicolus
Cerebratulus paludicolus är en djurart som tillhör fylumet slemmaskar, och som beskrevs av William Stimpson 1857. Cerebratulus paludicolus ingår i släktet fläsknemertiner, och familjen Cerebratulidae. Inga underarter finns listade i Catalogue of Life.